# Халдейская сирийская церковь
Халдейская сирийская церковь (сир. ܥܕܬܐ ܕܡܕܢܚܐ ܕܐܬܘܖ̈ܝܐ, малаял. കൽദായ സുറിയാനി സഭ) — митрополичий округ Ассирийской церкви Востока в Индии. Объединяет верующих доэфесской деноминации восточно-сирийского обряда сирийской традиции Малабарского побережья. Своё происхождение ведёт от проповеди апостола Фомы (I век) и индийской части средневековой Церкви Востока. Резиденция главы индийской митрополии находится в Триссуре, штат Керала. По состоянию на 2009 год численность приверженцев Ассирийской церкви Востока в Индии составляет около 30 тысяч человек.

## Исторический очерк
Невозможно точно установить время появления христиан в Индии. Легенды относят событие к деятельности апостола Фомы, но следует учитывать, что в древности под Индией понимался широкий круг территорий, включая Йемен и Эфиопию. Достоверным можно считать, что в своей написанной около 530 года «Христианской топографии» византийский купец Козьма Индикоплов описал христианские общины в Бомбее, в Малабаре и Цейлоне. Козьма определённо указывает на зависимость индийских христиан в церковном отношении от Персии. С 345 до 1597 года индийские христиане подчинялись «несторианской» Церкви Востока, присылавшей архиерея для осуществления церковного управления.
Около 800 года в Индии была создана митрополия Церкви Востока. В X веке статус индийской церкви был повышен от митрополии до патриархата. Ко второй половине XIV века, в период упадка, за пределами северной Месопотамии Церковь Востока сохранила свои епархии только на малабарском побережье Индии. Небольшие несторианские общины остались в Иерусалиме и на Кипре, однако единую церковную структуру в Церкви Востока смогли сохранить малабарские христиане Индии. До раскола XVI века значительная часть индийских христиан Святого Фомы пребывала в общении с Церковью Востока.

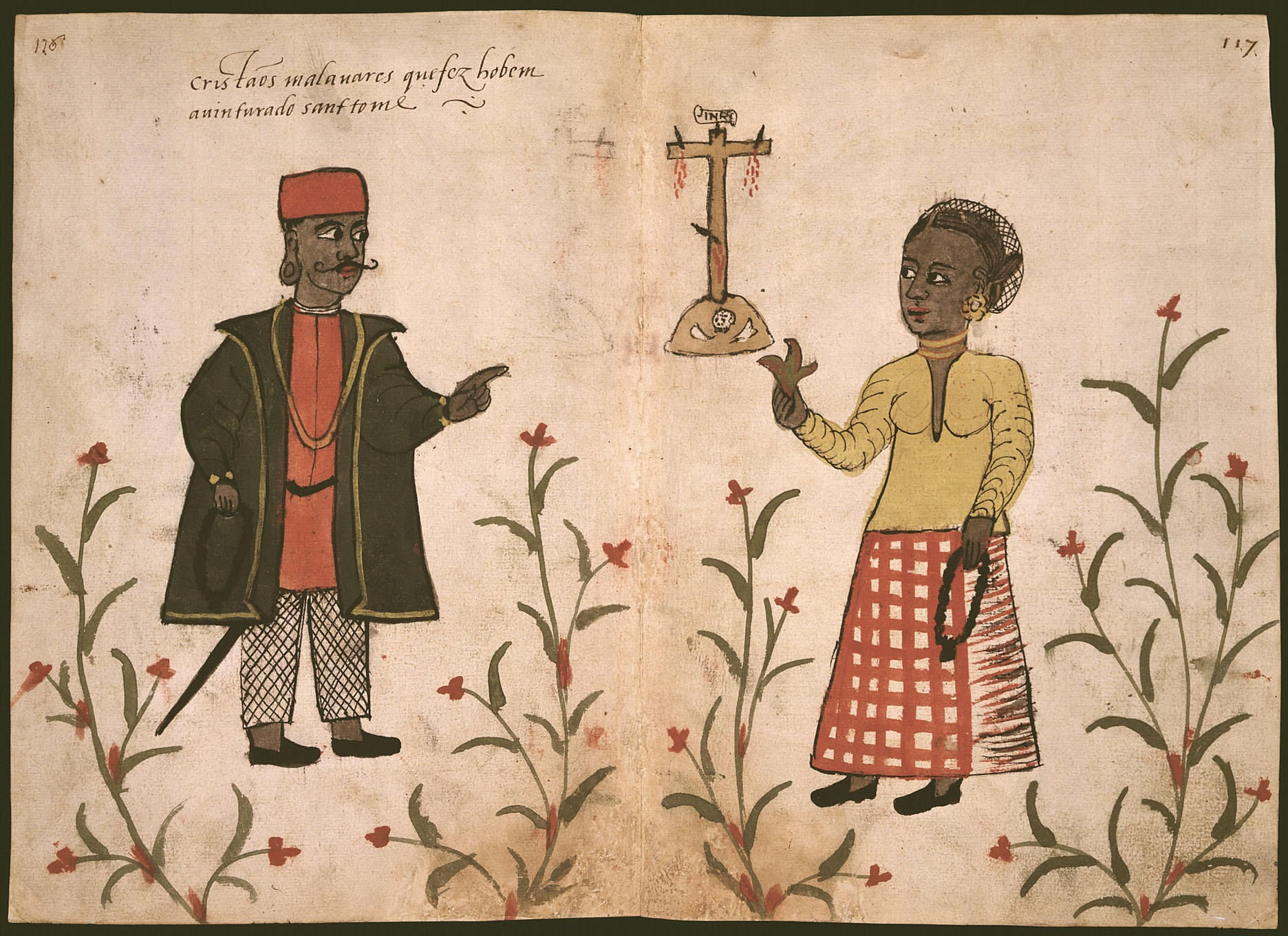
Малабарские христиане Церкви Востока в Индии, португальский рисунок XVI века

С XII века географически удалённая Малабарская церковь начала переживать кризис и распад иерархических структур. В XVI веке в Индию прибыли португальцы. Сначала португальские миссионеры приняли «несторианский» характер местной церкви, но к концу века они решили активно привести христиан Святого Фомы к полному общению с Римом и к латинскому обряду. Они установили португальских епископов над местными кафедрами и внесли литургические изменения в соответствии с латинской практикой. Расколы Церкви Востока привели к конфликтам различных линий патриархов за контроль над церковью Индии. В то же время, необходимость дожидаться каждый раз прибытия нового епископа из Месопотамии дезорганизовывали функционирование церкви. В 1599 году Диамперский собор во главе с архиепископом Гоа Алежу де Менезешем провозгласил унию между несторианской Малабарской и Римско-католической церквами. На соборе было объявлено об отречении от «несторианских заблуждений» и латинизации литургии. Насильственные действия португальцев привели к росту недовольства среди христиан Святого Фомы. Возникла угроза церковного раскола. Действия латинских иерархов привели к тому, что в 1653 году местные христиане поклялись у поклонного креста в Маттанчери никогда не покоряться Ватикану и порвали с Католической церковью, вступив в общение с Сиро-яковитской церковью. 
В 1661 году папа Александр VII направил делегацию кармелитов во главе с халдейскими католиками, чтобы восстановить восточно-сирийские обряды под восточно-католической иерархией. К следующему году большинство приходов (72 %) вернулись в общение со Святым Престолом. Эта община, получившая название Пажайакуру (Pazhayakuttukar), т. е. «старая вера» в конце XIX века была преобразована в Сиро-малабарскую католическую церковь. Таким образом своё происхождение от движения Пажайакуру ведут восточнокатолическая Сиро-малабарская церковь и Халдейская сирийская церковь Ассирийской церкви Востока.

История и эволюция христиан Святого Фомы

Вторая часть малабарских христиан, отказавшихся от унии с Римской церковью, получила название Путтанкуру (Puthankuttukar) т. е. «новая вера». Эта община обратилась к антиохийскому патриарху дохалкидонской Сирийской церкви с просьбой вступить с ней в общение. В 1665 году яковитский епископ Иерусалимский Мар Григорий Абд аль-Джалиль рукоположил члена клана Пакаломаттом Мар Фому в митрополита Маланкарского и провёл изменения в церковной жизни: упразднил Филиокве, утвердил почитание первых трёх Вселенских соборов и утвердил христологическую формулу о единой богочеловеческой природе Христа. Таким образом часть бывших христиан Церкви Востока вступила в общение с яковитами и образовала Маланкарскую церковь. С 1685 года в Индию яковитскими патриархами были направлены несколько делегаций, которые вели деятельность против последствий латинизации индийских христиан (введение целибата, почитание статуй святых, совершение литургии на бесквасном хлебе, отмена ряда постов). Из общины Путтанкуру вышли современные дохалкидонские индийская часть Сирийской церкви, Маланкарская церковь, протестантские Церковь Мар Фомы, Евангелическая церковь Апостола Фомы, восточнокатолическая Сиро-маланкарская церковь и независимая Малабарская сирийская церковь. В начале XVIII века представитель католикоса-патриарха Церкви Востока Илии X (XI) митрополит Азербайджанский Гавриил вернул в лоно Церкви Востока 42 католических прихода. Однако после смерти Гавриила в 1730 году эти приходы перешли в яковитскую церковь.
Установить положение христиан, оставшихся верными католикосу-патриарху Церкви Востока после 1599 года представляется затруднительным. Однако очевидно, что некоторая часть таких христиан сохранилась в Индии. В 1861 году часть христиан восточно-сирийского обряда пыталась наладить связь с патриархом Халдейской католической церкви. В июле 1874 года халдейский католический патриарх Иосиф VI Аудо (1847—1878) направил папе Пию IX запрос о подтверждении его юрисдикции на территорию Индии. Не дожидаясь ответа, он отправил Мар Илию Милоса, епископа Акры в Индию. Мар Илия добился значительных успехов, убедив местные христианские общины в округе Триссур, а также некоторые церкви в округе Коттаям, признать его своим епископом. Хотя церкви назывались сиро-малабарскими, фактическое положение было таково, что приверженцы восточно-сирийского обряда были наполовину католиками, наполовину несторианами. Тем не менее, к 1877 году к его группе присоединились 24 000 верующих. В 1882 году папа направил в Триссур делегацию латинских католиков и отправил Мар Илию Милоса обратно в Месопотамию.
В 1907 году католикос-патриарх Шимун XIX рукоположил архидиакона Мар Авималека Тиматеоса митрополитом Триссура. Он прибыл в свою новую епархию в феврале 1908 года. Мар Авималек Тиматеос организовал церковное управление епархией и возродил восточно-сирийские обряды и богословие. Эти реформы заставили некоторых последователей отколоться и присоединиться к Сиро-малабарской католической церкви, однако благодаря деятельности Мар Авималека Тиматеоса фактически была возрождена первоначальная церковь Индии восточно-сирийской традиции, упразднённая Диамперским собором в 1599 году.
В 1952 году католикос-патриарх Шимун XXI посвятил в митрополиты Индии и Малабара Мар Фому Дармо. С 1960 года Ассирийская церковь Востока вступила в период внутренних споров. Дискуссию инициировал Мар Фома Дармо, поставив под вопрос наследственный принцип передачи патриаршей власти. Визит патриарха в Нью-Дели по случаю третьей ассамблеи Всемирного совета церквей помог временно устранить конфликт. В марте 1964 года Мар Шимун XXI обнародовал декрет реформ, включающий принятие григорианского календаря, сокращение Великого поста и изменения в литургии. На Ближнем Востоке «западные» реформы не поддержали, и по инициативе группы оппозиционных епископов в 1968 была образована Древняя Ассирийская церковь Востока. По причине недостатка в священнослужителях, иракские оппозиционеры обратились за поддержкой к Мар Фоме Дармо, который в 1968 году рукоположил трёх епископов. Те, в свою очередь, избрали его патриархом. В 1968 году Мар Фома Дармо рукоположил Мар Апрема Мукена митрополитом Индии Древней Ассирийской церкви Востока. В 1969 году Мар Фома Дармо умер, и его преемником стал Мар Аддай II. Таким образом, с начала 1970-х годов существует две Церкви Востока, примерно равные по числу верующих.
В октябре 1971 года патриарх Шимун XXI назначил Мар Тиматеоса II (умер в 2001 году) новым митрополитом Индии Ассирийской церкви Востока. В последующие годы было предпринято несколько попыток уврачевать раскол. В 1995 году при новом патриархе Ассирийской церкви Востока Мар Дынхе IV было достигнуто соглашение с митрополитом Индии Древней церкви Востока Мукеном, положившее начало процессу примирения. При этом была признана действительность рукоположений, совершённых Мар Фомой Дармо после 1964 года, а в июне 1997 года Священным синодом Ассирийской церкви Востока отменено запрещение, наложенное на Мар Фому Дармо.

## Современное состояние
По состоянию на 2023 год в Халдейской сирийской церкви насчитывались 1 семинария, 37 приходов, 56 священников, 22 диакона, 3 монахини, 2 диаконисы.

## Богословие
Халдейская сирийская церковь придерживается традиционного вероучения Ассирийской церкви Востока. К примеру, в Церкви Востока иконопочитание не получило распространения. В связи с этим характерно, что при восстановлении восточно-сирийской митрополии в Индии, по настоянию митрополита Мар Авималека Тиматеоса, в соответствии с традицией Церкви Востока, из храмов были удалены священные изображения и статуи.

## Богослужение

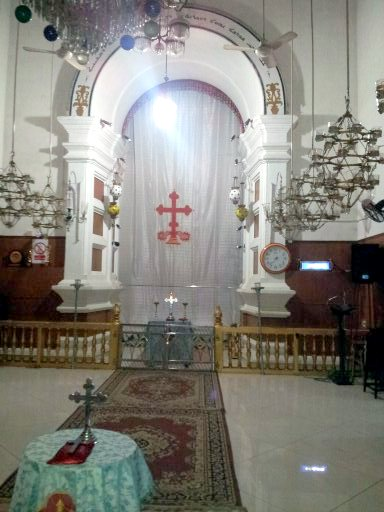
Интерьер кафедрального собора Мат Марьям

Диамперский собор 1599 года запустил процесс латинизации богослужения. В Церкви Востока наиболее серьёзной латинизации подверглась её индийская часть, в которой после униатского раскола фактически появился новый, т. н. сиро-малабарский обряд. Католическая энциклопедия отмечает печальные последствия латинизации для богослужения малабарских христиан:

«Единственным случаем, когда древний восточный обряд был преднамеренно латинизирован является случай малабарских христиан-униатов, где это было вызвано не римской властью, а ошибочным рвением Алежу де Менезеша, архиепископа Гоа, и его португальских советников на Диамперском соборе (1599), которые исказили древний малабарский обряд».
После восстановления восточно-сирийской юрисдикции в Индии, Халдейская сирийская церковь использует литургию Аддая и Мари, а также две альтернативные анафоры: Феодора Мопсуестийского и Нестория. Текст литургии переведён на малаялам. В современной богослужебной практике большинство частей литургии используются на малаялам для удобства прихожан. Однако большинство священников читают некоторые молитвы на оригинальном сирийском языке.